# 裂唇鸢尾兰
裂唇鸢尾兰（学名：Oberonia pyrulifera），为兰科鸢尾兰属下的一个植物种。